# Frente Islámico para la Jihad Armada
El Frente Islámico para la Jihad Armada (en francés Front Islamique du Djihad Armé, y de ahí las siglas FIDA) fue una organización militar islamista activa durante la guerra civil argelina. Luchó por derrocar mediante la violencia al gobierno de Argelia e instaurar un gobierno basado en la shari'a.
El 21 de julio de 1996 se unió con el Movimiento para un Estado Islámico (MEI) y algunas facciones del Grupo Islámico Armado (GIA) para formar el Movimiento Islámico para la Predicación y la Jihad (MIPD).
- Datos: Q6082473